# Schüsselkarspitze
Schüsselkarspitze är en bergstopp i Österrike.   Den ligger i distriktet Innsbruck-Land och förbundslandet Tyrolen, i den västra delen av landet, 400 km väster om huvudstaden Wien. Toppen på Schüsselkarspitze är 2 538 meter över havet, eller 87 meter över den omgivande terrängen. Bredden vid basen är 0,11 km.
Terrängen runt Schüsselkarspitze är huvudsakligen bergig, men åt sydost är den kuperad. Närmaste större samhälle är Telfs, 10,6 km söder om Schüsselkarspitze. 
Trakten runt Schüsselkarspitze består i huvudsak av gräsmarker. Runt Schüsselkarspitze är det ganska tätbefolkat, med 80 invånare per kvadratkilometer.